# Pterolophia elongatissima
Pterolophia elongatissima är en skalbaggsart som beskrevs av Stefan von Breuning 1938. Pterolophia elongatissima ingår i släktet Pterolophia och familjen långhorningar. Inga underarter finns listade i Catalogue of Life.